# Turmhügel Döttenberg
Der Turmhügel Döttenberg ist eine abgegangene Niederungsburg vom Typus einer Turmhügelburg (Motte) südlich von Döttenberg, einem Gemeindeteil des niederbayerischen Marktes Arnstorf im Landkreis Rottal-Inn. Die Anlage wird als Bodendenkmal unter der Aktennummer D-2-7442-0130 im Bayernatlas als „verebneter Turmhügel des hohen oder späten Mittelalters“ geführt.

## Beschreibung
Der Turmhügel befindet sich etwa sechzig Meter südlich der Filialkirche St. Petrus von Döttenberg und 560 m nördlich des Kollbachs. Hier liegt auf einem offenbar künstlich aufgeschütteten Hügel ein Bauernhof (Döttenberg 1). Der Burgkegel erhebt sich um ca. 3 m über die Umgebung und ist stellenweise von einer schwach erkennbaren Grabenmulde umgeben.